# Valorisation matière
 (janvier 2013).
La valorisation matière recouvre la récupération, la réutilisation, la régénération et le recyclage des matériaux extraits des déchets. Les nouveaux matériaux générés sont appelés « matières premières secondaires » ou « matières premières recyclées ».
Différents matériaux du déchet, après transformation, deviennent la matière première de nouveaux produits ;
- le réemploi - le produit usagé, après réparation ou remise à l'état neuf, est à nouveau utilisé pour le même usage ou un usage différent ;
- la réutilisation - le produit est utilisé plusieurs fois pour le même usage ;
- la régénération - le déchet, après transformation, retrouve les mêmes caractéristiques physico-chimiques et peut être utilisé comme une matière vierge.

Exemples de valorisation matière : 
- mâchefers valorisé en sous-couches routières...